# Skulsk (gromada)
Skulsk – dawna gromada, czyli najmniejsza jednostka podziału terytorialnego Polskiej Rzeczypospolitej Ludowej w latach 1954–1972.
Gromady, z gromadzkimi radami narodowymi (GRN) jako organami władzy najniższego stopnia na wsi, funkcjonowały od reformy reorganizującej administrację wiejską przeprowadzonej jesienią 1954 do momentu ich zniesienia z dniem 1 stycznia 1973, tym samym wypierając organizację gminną w latach 1954–1972.
Gromadę Skulsk z siedzibą GRN w Skulsku utworzono – jako jedną z 8759 gromad na obszarze Polski – w powiecie konińskim w woj. poznańskim, na mocy uchwały nr 25/54 WRN w Poznaniu z dnia 5 października 1954. W skład jednostki weszły obszary dotychczasowych gromad Buszkowo, Lisewo, Pilich, Przyłubie, Skulsk i Skulska Wieś, ponadto miejscowość Czartowo z dotychczasowej gromady Czartowo, miejscowości Popielewo (wieś) i Popielewo (folwark) z dotychczasowej gromady Popielewo oraz miejscowości Rakowo, Radweńczewo i Dzierżysław z dotychczasowej gromady Rakowo – ze zniesionej gminy Skulska Wieś w tymże powiecie. Dla gromady ustalono 27 członków gromadzkiej rady narodowej.
1 stycznia 1958 do gromady Skulsk włączono obszar zniesionej gromady Piaski oraz miejscowość Zalesie ze zniesionej gromady Biela w tymże powiecie. 
Gromada przetrwała do końca 1972 roku, czyli do kolejnej reformy gminnej. 1 stycznia 1973 w powiecie konińskim utworzono gminę Skulsk.